# Endemia
L'endemia (dal greco ἐν "nel" e δῆμος "popolo") o malattia endemica è uno stato morboso o un agente infettivo che è costantemente presente in una popolazione o in una determinata area geografica senza immissioni esterne. Nel caso di una malattia endemica, sia la prevalenza che l'incidenza della malattia nella popolazione o regione colpita sono più alte e per un periodo di tempo più lungo rispetto ad altre popolazioni o regioni. In una malattia endemica prevalenza e incidenza tipicamente possono fluttuare leggermente. Le fluttuazioni dipendono tipicamente dalle variazioni nel numero di soggetti suscettibili o dalla stagionalità. Possono anche presentarsi limitati nel tempo e nello spazio focolai epidemici. L'attributo "endemico", oltre che in ambito epidemiologico, può essere utilizzato in altri ambiti; ad esempio in zoologia e botanica, sono endemiche le specie tipiche ed esclusive di un determinato territorio.
Esempi di malattie endemiche sono la malaria in alcuni paesi tropicali o caldi dell'America, Sud-est asiatico e Africa, la malattia di Chagas, la Dengue, la febbre gialla.

## Classificazione
Il grado di malattia endemica è classificato in base all'intensità della trasmissione: 
- Ipoendemico: significa che la trasmissione della malattia è minima e i suoi effetti non sono importanti
- Mesoendemico: significa che la malattia si è stabilita in piccole comunità. L'intensità della trasmissione è variabile, a seconda delle circostanze locali.
- Iperendemico: significa che l'intensità della trasmissione della malattia nell'area di riferimento è persistente ma temporanea. L'immunità è insufficiente per prevenire gli effetti della malattia.
- Oloendemico : significa che la malattia ha un alto grado di intensità. La sua trasmissione è perenne, con ampia distribuzione geografica; in genere per effetto di una risposta immunitaria diversa nelle diverse fasce di età.

## Equilibrio endemico
Lo stato endemico di una malattia infettiva in una determinata regione è caratterizzato dal fatto che il numero di casi della malattia nella popolazione locale è pressoché costante. Epidemiologicamente quindi si ha quando il prodotto del numero di riproduzione di base R0 e della quota percentuale di soggetti suscettibili S è uguale o più correttamente è circa uguale ad uno: {\displaystyle \ {R_{0}}\times {S}\simeq {1}} . Quando tutta la popolazione è suscettibile si ha una endemia con le malattie per cui il numero di riproduzione di base è uguale ad 1 : {\displaystyle \ {R_{0}}={1}}.
Nei modelli matematici l’endemia è una malattia che permane su tempi lunghi (anche se con livelli di diffusione variabili) e che necessita nel modello di considerare di nascita e di morte. Generalmente, per rendere l’analisi più semplice, si suppone che nascite e morti siano in equilibrio, in modo da mantenere costante la popolazione totale N e che i nati entrino tutti direttamente nella classe S dei suscettibili. I modelli deterministici sono in grado di simulare la presenza di onde epidemiche: in certi regimi, consistenti con i dati statistici, le soluzioni esibiscono oscillazioni attorno ad un opportuno equilibrio endemico. Tali fluttuazioni o ricorrenze periodiche della malattia sono effettivamente presenti nelle situazioni reali. La maggioranza dei modelli mostra ondate epidemiche smorzate, dove anche se le oscillazioni periodiche permangono, l’ampiezza di tali oscillazioni diminuisce al crescere del tempo, tendendo asintoticamente ad un punto di equilibrio. Quando tendono a zero si parla di equilibrio in assenza di malattia, altrimenti si parla di equilibrio endemico, dove la malattia non è totalmente debellata e rimane nella popolazione .
L'equilibrio endemico asintoticamente stabile si raggiunge nei modelli descrittivi di malattie con {\displaystyle \ {R_{0}}>{1}} e dove l'immunità acquisita dopo l'infezione o dopo la vaccinazione è temporanea.
Considerando β il tasso di infezione γ il tasso di rimozione o quello di perdita dell'immunità , con N la popolazione globale {\displaystyle I_{\infty }=(1-\gamma /\beta )N} rappresenta la popolazione endemica, cioè il numero di persone che restano contagiate a cui tende il modello.

### Modello SIR endemico
Ipotizzando che la popolazione totale resti praticamente costante nel tempo, con il tasso di natalità uguale al tasso di mortalità e che tutti i nuovi nati siano suscettibili, il modello SIR (S=sintomatici, I=infetti, R=rimossi) endemico raggiunge i punti di equilibrio realizzando la condizione:
{\displaystyle {dS \over dt}={dI \over dt}={dR \over dt}=0}
Il punto di equilibrio in assenza di malattia (am) diventa:
{\displaystyle (S_{am},I_{am},R_{am})=(1,0,0)}
Il punto di equilibrio endemico (ee), essendo {\displaystyle \mu } il tasso di mortalità, {\displaystyle R_{0}} il numero di riproduzione di base e {\displaystyle \beta } il tasso di trasmissione, diventa:
{\displaystyle (S_{ee},I_{ee},R_{ee})=({\frac {1}{R_{0}}},{\frac {\mu }{\beta }}(R_{0}-1),1-{\frac {1}{R_{0}}}-{\frac {\mu }{\beta }}(R_{0}-1))}